# Marc Goossens
Marc Goossens (Geel, 30 november 1969) is een Belgisch autocoureur.
Hij reed in de Formule 3000 tussen 1994 en 1996. Hij won hierin drie races en werd derde in het kampioenschap van 1996. Daarnaast reed hij tussen 1999 en 2001 nog een aantal races in deze klasse.
Tussen 2002 en 2005 reed hij in het FIA GT Kampioenschap. Hij reed ook in de NASCAR. In de Busch Series werd hij in de race in Mexico-Stad negende. Hij maakte zijn debuut in de NEXTEL Cup op Watkins Glen International maar crashte en werd 43ste. Hij probeerde het nog een keer in 2007 op de Infineon Raceway maar door mechanische pech werd hij slechts 36ste.
In 2008 rijdt Marc in een Pontiac-Riley in de Rolex Sports Car Series. Marc won de Mexico 250 op 20 april 2008.